# Karl Heinemeyer
Karl Heinemeyer (* 7. Mai 1940 in Hamburg) ist ein deutscher Historiker und Archivar.
Der Sohn des Historikers Walter Heinemeyer wurde 1969 mit der von Walter Schlesinger betreuten Arbeit Königshöfe und Königsgut im Raum Kassel an der Universität Marburg promoviert und war dort seit 1972 als Dozent tätig, nach der Habilitation 1978 als Privatdozent und Professor auf Zeit (1979/80). Ab 1982 war er am Staatsarchiv Marburg beschäftigt, seit 1985 als Archivrat. Seit 1993 lehrte Heinemeyer als Professor mit dem Schwerpunkt Mittelalterliche Geschichte an der Pädagogischen Hochschule Erfurt/Mühlhausen und nach 2001 an der Universität Erfurt, auch nach seinem Eintritt in den Ruhestand 2005. Er ist seit 1971 Mitglied der Historischen Kommission für Hessen.
Er war Governor des Rotary-Distriktes 1950.

## Schriften (Auswahl)
- Der Königshof Eschwege in der Germar-Mark. Untersuchungen zur Geschichte des Königsgutes im hessisch-thüringischen Grenzgebiet. Elwert, Marburg 1970, ISBN 3-7708-0419-8.
- Königshöfe und Königsgut im Raum Kassel (= Veröffentlichungen des Max-Planck-Instituts für Geschichte. Band 33). Vandenhoeck & Ruprecht, Göttingen 1971, ISBN 3-525-35338-3 (Zugleich: Marburg, Universität, Dissertation, 1969).
- Das Erzbistum Mainz in römischer und fränkischer Zeit. Bd. 1: Die Anfänge der Diözese Mainz. Elwert, Marburg 1979 (Zugleich: Marburg, Universität, Habil.-Schrift, 1978/79).
- Hrsg. mit Anselm Hartinger: Barfuß ins Himmelreich? Martin Luther und die Bettelorden in Erfurt. Textband und Katalog zur Ausstellung im Stadtmuseum Erfurt 2017. Herausgegeben im Auftrag der Landeshauptstadt Erfurt, Stadtverwaltung, Sandstein, Dresden 2017.
- Hrsg. mit Falko Bornschein, Maria Stürzebecher: Der Wolfram-Leuchter im Erfurter Dom. Ein romanisches Kunstwerk und sein Umfeld. VDS Verlagsdruckerei Schmidt, Neustadt an der Aisch 2019.